# Черро, Роберто
Робе́рто Эухе́нио Се́рро (исп. Roberto Eugenio Cerro; 23 февраля 1907, Буэнос-Айрес — 11 октября 1965, там же), более известный под именем Роберто Че́рро (исп. Roberto Cherro) — аргентинский футболист, нападающий. Серебряный призёр Олимпийских игр 1928 года в Амстердаме и первого чемпионата мира по футболу. Брат другого известного футболиста — Фелипе Черро. Является вторым после Мартина Палермо бомбардиром «Боки Хуниорс» за всю историю.

## Биография
Роберто Черро родился 23 февраля 1907 в Буэнос-Айресе, в квартале Барракас, в семье итальянских эмигрантов. 
Когда ему было 10 лет, его брат Фелипе привёл его в футбольную секцию при клубе «Спортиво Барракас». В возрасте 17-ти лет Роберто дебютировал в основном составе «Барракаса» в матче с «Портеньо», дебют Черро получился неудачным, его команда проиграла 0:1.
В 1925 году Черро перешёл в клуб «Феррокариль Оэсте», но не задержался там надолго и через несколько месяцев перешёл в клуб «Бока Хуниорс», где провёл лучшие годы своей карьеры, забив 202 мяча (в том числе 106 в профессиональную эру) и выиграл 5 чемпионатов Аргентины.
В 1939 году Роберто Черро было предложено играть в резервном составе «Боки», но футболист отказался и завершал спортивную карьеру, впоследствии он выступал за команду ветеранов клуба.
В сборной Аргентины Черро дебютировал 16 октября 1926 года в матче со сборной Боливии, где аргентинцы победили 5:0, а Черро забил 2 мяча. Всего он провёл за национальную команду 16 матчей и забил 13 мячей (0,75 гола за матч). Был основным форвардом команды на Олимпиаде 1928 года, забив 4 гола в 3-х сыгранных матчах; травма помешала Черро выступить в финале, где Аргентина проиграла Уругваю 1:2. Играл Черро и на первом чемпионате мира 1930 года, провёл на том турнире одну игру, против Франции.
После окончания карьеры Черро работал на радио комментатором футбольных матчей. Умер Роберто Черро в возрасте 58-ми лет.

## Достижения

### Командные
- Чемпион Аргентины: 1926, 1930, 1931, 1934, 1935
- Чемпион Южной Америки (2): 1929, 1937
- Серебряный призёр Олимпийских игр 1928 года

### Личные
- Лучший бомбардир чемпионата Аргентины: 1926 (20 голов), 1928 (32 гола), 1930 (37 голов)

## Статистика выступлений
| Клуб                | Сезон               | Лига | Лига | Кубки | Кубки | Итого | Итого |
| Клуб                | Сезон               | Игры | Голы | Игры  | Голы  | Игры  | Голы  |
| ------------------- | ------------------- | ---- | ---- | ----- | ----- | ----- | ----- |
| Спортиво Барракас   | 1924                | 10   | 6    | -     | -     | 10    | 6     |
| Спортиво Барракас   | Итого               | 10   | 6    | 0     | 0     | 10    | 6     |
| Кильмес             | 1924                | 9    | 2    | 1     | 3     | 10    | 5     |
| Кильмес             | Итого               | 9    | 2    | 1     | 3     | 10    | 5     |
| Феррокариль Оэсте   | 1925                | 24   | 4    | 2     | 0     | 26    | 4     |
| Феррокариль Оэсте   | Итого               | 24   | 4    | 2     | 0     | 26    | 4     |
| Бока Хуниорс        | 1926                | 20   | 22   | 3     | 2     | 23    | 24    |
| Бока Хуниорс        | 1927                | 23   | 14   | -     | -     | 23    | 14    |
| Бока Хуниорс        | 1928                | 28   | 33   | -     | -     | 28    | 33    |
| Бока Хуниорс        | 1929                | 12   | 9    | -     | -     | 12    | 9     |
| Бока Хуниорс        | 1930                | 34   | 37   | -     | -     | 34    | 37    |
| Бока Хуниорс        | 1931                | 30   | 19   | -     | -     | 30    | 19    |
| Бока Хуниорс        | 1932                | 18   | 12   | 7     | 5     | 25    | 17    |
| Бока Хуниорс        | 1933                | 20   | 7    | 4     | 1     | 24    | 8     |
| Бока Хуниорс        | 1934                | 33   | 22   | -     | -     | 33    | 22    |
| Бока Хуниорс        | 1935                | 27   | 16   | -     | -     | 27    | 16    |
| Бока Хуниорс        | 1936                | 8    | 3    | -     | -     | 8     | 3     |
| Бока Хуниорс        | 1937                | 33   | 20   | -     | -     | 33    | 20    |
| Бока Хуниорс        | 1938                | 4    | 1    | -     | -     | 4     | 1     |
| Бока Хуниорс        | Итого               | 290  | 215  | 14    | 8     | 304   | 223   |
| Спортиво Барракас   | 1932                | 11   | 9    | -     | -     | 11    | 9     |
| Спортиво Барракас   | Итого               | 11   | 9    | 0     | 0     | 11    | 9     |
| Всего за «Барракас» | Всего за «Барракас» | 21   | 15   | 0     | 0     | 21    | 15    |
| Всего за карьеру    | Всего за карьеру    | 344  | 236  | 17    | 11    | 361   | 247   |